# アルベルト・フェルナンデス
アルベルト・アンヘル・フェルナンデス（スペイン語: Alberto Ángel Fernández、スペイン語発音: [alˈβeɾto ferˈnandes]、1959年4月2日 - ）は、アルゼンチンの政治家、法学者。前大統領。
2003年から2008年にかけて、ネストル・キルチネル政権およびその後継のクリスティーナ・フェルナンデス・デ・キルチネル政権で内閣官房長官（内閣首席大臣）を務めた。その在任期間は、いまなお歴代長官中最長である。

## 来歴
ブエノスアイレス出身。生後両親が離婚し、母のセリアに引き取られた。実父のことをほとんど知らないため、母の再婚相手を本当の父のように慕っていた。
ブエノスアイレス大学法科大学院を24歳で卒業後、刑法学者となり、ブエノスアイレス市議会や国会下院に顧問として出入りした。また、経済省法務局副局長に抜擢され、関税及び貿易に関する一般協定 (GATT) のウルグアイ・ラウンドにアルゼンチン代表団の首席交渉官として参加した。1989年から1992年には、大統領カルロス・メネムの推薦でラテンアメリカ保険業協会総裁を務めたほか、保険法の専門家としてメルコスールやラテンアメリカ統合連合 (ALADI) 、民間の保険会社などに顧問として参与した。1992年には「最も傑出したアルゼンチンの青年10人」に選出された。この間、元ブエノスアイレス州知事のエドゥアルド・ドゥアルデとは昵懇の間柄になっている。

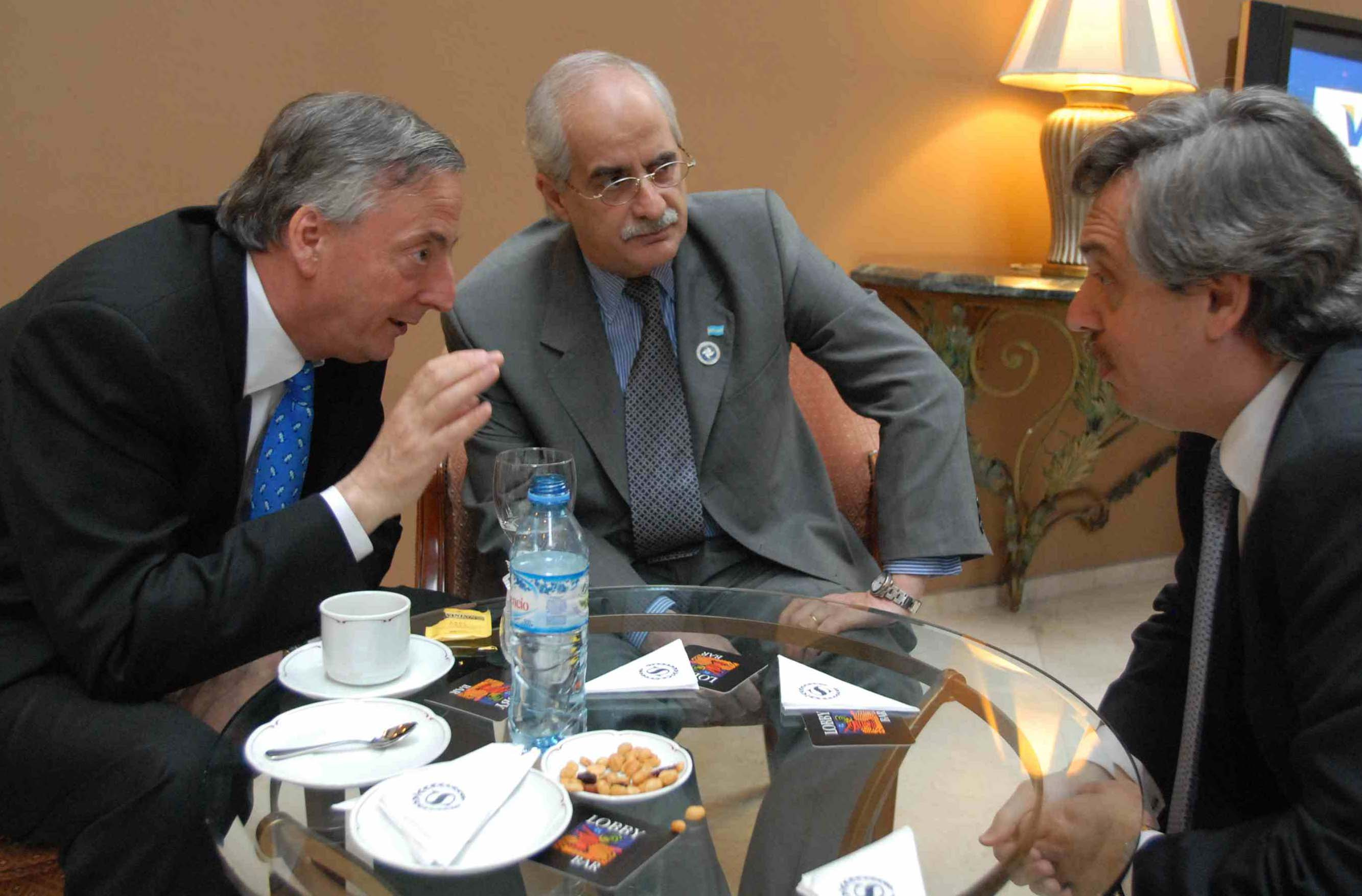
2007年、大統領ネストル・キルチネルと外相ホルヘ・タヤーナと会談するフェルナンデス（右）

2000年6月7日、元経済相のドミンゴ・カバージョが党首を務める保守政党「共和国のための行動」所属のブエノスアイレス市議会議員に選出された。

### 内閣官房長官
2003年、ネストル・キルチネルが大統領に選出されると、首相職に相当する内閣官房長官に指名された。それにともない、ブエノスアイレス市議会議員は辞職した。2007年にクリスティーナ・フェルナンデス・デ・キルチネル(ネストルの妻)が大統領となって以降も、官房長官に留任した。
2008年、キルチネル政権が輸出農産物に新たな税制を導入しようとし、農業団体と対立を深めると、政権の首席交渉官として奔走した。しかし、交渉は失敗に終わり、同年7月23日にフェルナンデスは内閣官房長官を辞任した。
与党派である正義党のブエノスアイレス市支部長に就任したが、2009年の国会議員選挙では目立った活動はなかった。2011年の大統領選挙では、正義党の大統領候補に指名されるため活発に運動を展開したが、最終的にクリスティーナ・キルチネルの再選を支持した。2015年の大統領選挙では、正義党系の大統領候補、セルヒオ・マッサ陣営の選挙対策本部長を務めた。

### 大統領選
2019年5月18日、クリスティーナ・キルチネルは大統領候補にフェルナンデスを指名し、自身はフェルナンデス陣営の副大統領候補となると発表した。大統領候補となったフェルナンデスの初めての遊説には、ネストル・キルチネルの義理のきょうだいにあたるサンタ・クルス州知事アリシア・キルチネルが応援に加わった 。
クリスティーナの発表から約1か月後、フェルナンデス陣営は中間層の支持獲得のため、セルヒオ・マッサと「フレンテ・デ・トドス」と呼ばれる選挙協約を取り交わした。これによって、マッサが大統領選挙から撤退し、フェルナンデスの支持を表明する代わりに、大統領当選後、マッサを内閣もしくは下院における枢要な役職に就けることを誓約した。フェルナンデスはまた、経済活性化と労働市場改革の凍結を条件に、労働総同盟の支持も取り付けた。
8月11日の第一回投票で、フェルナンデスは得票率47.7%で全候補者中首位に立った。現職のマウリシオ・マクリの得票率は31.8%であった。

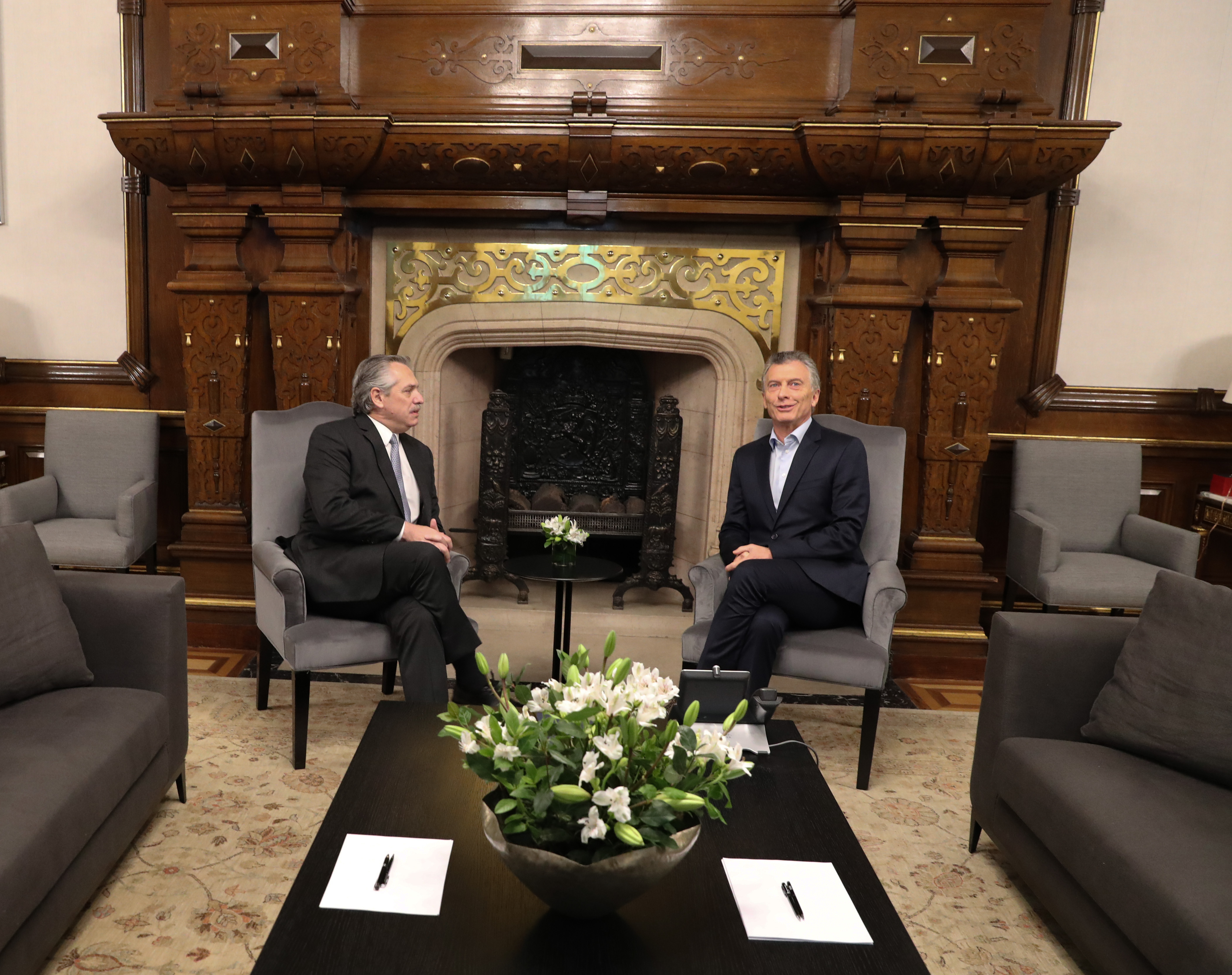
大統領選挙の翌日に会談するフェルナンデスとマクリ

本選挙は10月27日に実施されたが、得票率48.1%、マクリが40.4%で、第二回投票に進むことなくフェルナンデスが大統領に当選した。

### 大統領
同年12月10日、大統領に就任した。12月23日には「社会的連帯・生産力回復法案」と名付けられた法案が議会を通過した 。過去20年間で最悪とされる不況のなか、フェルナンデス政権は公共料金の180日間凍結、国家公務員の退職金や子ども手当の増額、最貧困層に属する200万家庭への配給切符の支給などを打ち出した。また、民間部門を債権者とする1000億米ドルの国債や、マクリ前政権が国際通貨基金 (IMF) から調達した450億米ドルの返済期日の再交渉にも乗り出した。
また、連邦情報局 (AFI) の改革も発表した。AFIをめぐっては、政治的な思惑から公職者が捜査対象にされているとの批判が出ていた。
2021年1月21日、ロシアの新型コロナワクチン（スプートニクV）の接種を受けたものの、同年4月3日にウイルス検査で陽性となったことを明かした。
2023年4月21日、同年10月の2023年アルゼンチン大統領選挙に再選を目指して出馬せず、1期限りで退任する意向を表明した。